# خودآزمایی هنگام روشن شدن

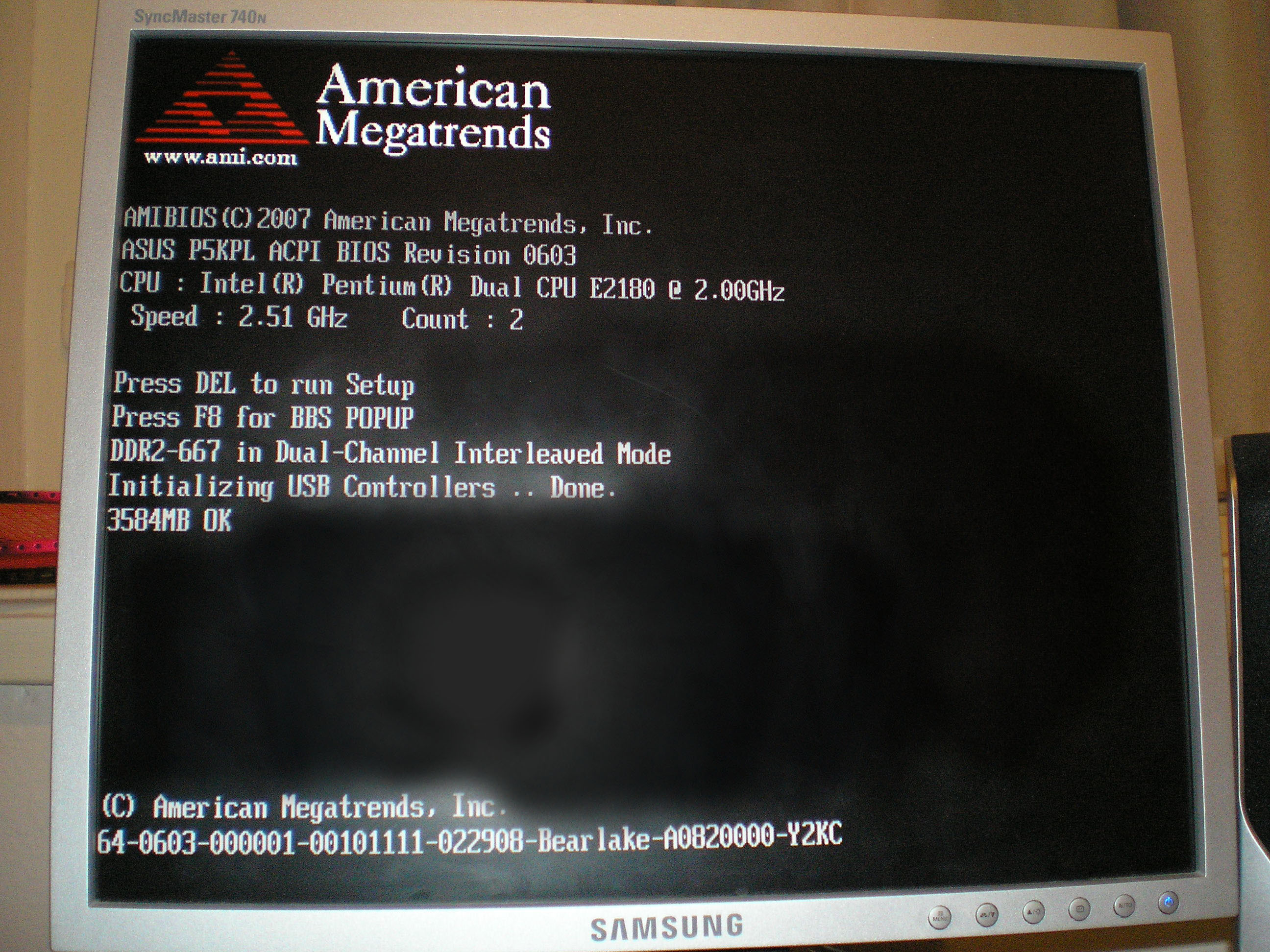
تصویر صفحه یک کامپیوتر شخصی در حین خودآزمایی

خودآزمایی هنگام روشن شدن (به انگلیسی: Power on self test - POST) یک ابزار مشترک برای تمام رایانه‌ها است. منظور از خودآزمایی هنگام روشن شدن همان آزمایش‌های پیش از راه‌اندازی یا بوت شدن و نخستین مرحله از پردازش‌های عمومی رایانه‌است. در تمام طراحی‌های کامپیوترهای امروزی این صفحه‌ی ابتدایی یکسان یا شبیه به یکدیگر است.

## جدول بوق‌ها
| شکل بوق                  | معنا                                                              |
| ------------------------ | ----------------------------------------------------------------- |
| ۱ بوق کوتاه              | دستگاه عادی است                                                   |
| ۲ بوق کوتاه              | خطای خودآزمایی هنگام روشن شدن - خطای نمایش کد بر صفحه             |
| بوق نزند                 | ایراد پاور، مادربرد، ناپیوند بودن CPU یا اسپیکر کوچک بوق وصل نیست |
| بوق بی پایان             | دستگاه عادی است                                                   |
| بوق ممتد کوتاه           | مشکل پاور یا برد سیستم                                            |
| بوق ممتد بلند            | حافظه موقت یا RAM درست پیوند نخورده                               |
| ۱ بوق بلند و ۱ بوق کوتاه | برد سیستم مشکل دارد                                               |
| ۱ بوق بلند و ۲ بوق کوتاه | مشکل نمایشگر                                                      |
| ۱ بوق بلند و ۳ بوق کوتاه | کارت گرافیک                                                       |
| ۳ بوق بلند               | ۳۲۷۰ کارت کیبورد                                                  |

## منبع
- مشارکت‌کنندگان ویکی‌پدیا. «‎Power-on_self-test‎». در دانشنامهٔ ویکی‌پدیای انگلیسی، بازبینی‌شده در ۲۲ اکتبر ۲۰۰۸.